# Jean-Joseph Jouneau
Jean-Joseph Jouneau est un homme politique français né le 12 juillet 1756 à Barret (Charente) et mort le 16 janvier 1837 aux Nouillers (Charente-Maritime).

## Biographie
Lieutenant de gendarmerie sur l'île de Ré, il est administrateur du district de La Rochelle en 1790 et membre du directoire du département la même année. Il est député de la Charente-Maritime de 1791 à 1792, siégeant à droite. Suspect pendant la Terreur, puis redevient administrateur du département en l'an IV. Conseiller général de 1800 à 1837, il est de nouveau député de 1815 à 1819, siégeant dans la minorité de la Chambre introuvable.

## Sources
- « Jean-Joseph Jouneau », dans Adolphe Robert et Gaston Cougny, Dictionnaire des parlementaires français, Edgar Bourloton, 1889-1891 [détail de l’édition]